# حروثي (المهرة)

تعديل مصدري - تعديل

حروثي هي إحدى قرى مديرية المسيلة التابعة لمحافظة المهرة، بلغ تعداد سكانها 161 نسمة حسب تعداد اليمن لعام 2004.